# National Rugby League 1957
La New South Wales Rugby Football League de 1957 fue la 50.ª edición del torneo de rugby league más importante de Australia.

## Formato
Los clubes se enfrentaron en una fase regular de todos contra todos, los cuatro equipos mejor ubicados al terminar esta fase clasificaron a la postemporada.
Se otorgaron 2 puntos por el triunfo, 1 por el empate y ninguno por la derrota.

## Desarrollo

### Tabla de posiciones
| Pos. | Equipo                        | Encuentros | Encuentros | Encuentros | Encuentros | Tantos | Tantos | Tantos | Puntos |
| Pos. | Equipo                        | PJ         | PG         | PE         | PP         | F      | C      | Dif    | Puntos |
| ---- | ----------------------------- | ---------- | ---------- | ---------- | ---------- | ------ | ------ | ------ | ------ |
| 1    | St. George Dragons            | 18         | 15         | 0          | 3          | 417    | 232    | +185   | 30     |
| 2    | Manly-Warringah Sea Eagles    | 18         | 11         | 1          | 6          | 282    | 209    | +73    | 23     |
| 3    | South Sydney Rabbitohs        | 18         | 11         | 0          | 7          | 354    | 314    | +40    | 22     |
| 4    | Western Suburbs Magpies       | 18         | 10         | 1          | 7          | 358    | 251    | +107   | 21     |
| 5    | North Sydney Bears            | 18         | 9          | 1          | 8          | 292    | 278    | +14    | 19     |
| 6    | Balmain Tigers                | 18         | 9          | 0          | 9          | 352    | 281    | +71    | 18     |
| 7    | Newtown Jets                  | 18         | 9          | 0          | 9          | 267    | 228    | +39    | 18     |
| 8    | Eastern Suburbs               | 18         | 9          | 0          | 9          | 277    | 347    | -70    | 18     |
| 9    | Canterbury-Bankstown Bulldogs | 18         | 3          | 1          | 14         | 182    | 339    | -157   | 7      |
| 10   | Parramatta Eels               | 18         | 2          | 0          | 16         | 189    | 491    | -302   | 4      |

|  | Postemporada. |

### Postemporada

#### Semifinales
| 31 de agosto | South Sydney Rabbitohs | 26 - 13 | Western Suburbs Magpies |  |  |

| 7 de septiembre | St. George Dragons | 21 - 7 | Manly-Warringah Sea Eagles |  |  |

#### Final preliminar
| 14 de septiembre | Manly-Warringah Sea Eagles | 15 - 11 | South Sydney Rabbitohs |  |  |

#### Final
| 21 de septiembre | St. George Dragons | 31 - 9 | Manly-Warringah Sea Eagles | Sydney Cricket Ground, Sídney   |  |
|                  |                    |        |                            | Asistencia: 62.283 espectadores |  |

| Bandera de Australia       |
| Campeón St. George Dragons |
| Cuarto título              |